# Traumatisme per aixafament
Un traumatisme per aixafament o trauma per aixafament (o una lesió per aixafament) és una lesió per un objecte que causa compressió del cos. Aquesta forma de lesió és rara en la pràctica civil normal, però és comú després d'una catàstrofe natural. Altres causes inclouen alguns accidents industrials, xocs de trànsit amb atrapament, col·lapse d'edificis, aixafament per caiguda al damunt d'una planta pesada o d'una paret, alguns incidents terroristes.

## Presentació

### Complicacions locals o regionals
- Síndrome compartimental. És una complicació comuna de la lesió per aixafament a conseqüència d'edema del teixit lesionat, redistribució de líquid al compartiment intracel·lular i sagnat. La síndrome compartimental establerta pot provocar un empitjorament de la síndrome d'aixafament i la mort cel·lular irreversible del múscul.[4]

### Complicacions sistèmiques
- Xoc hipovolèmic. La pèrdua de volum plasmàtic a través de les membranes cel·lulars danyades i les parets capil·lars pot conduir directament a una hipovolèmia severa.[4] A més, es pot desenvolupar un xoc cardiogènic a partir de la depressió del miocardi després de l'alliberament d'electròlits intracel·lulars. A més, com a conseqüència del mecanisme de lesió, també pot coexistir la pèrdua de sang en fractures pelvianes o d'ossos llargs.
- Hiperpotassèmia i altres trastorns electrolítics. La ruptura de les membranes cel·lulars pot provocar un alliberament important de potassi, que és el catió intracel·lular majoritari i que pot precipitar una aturada cardíaca. El segrest de calci plasmàtic al teixit lesionat pot conduir a una hipocalcèmia relativa, que pot empitjorar la interrupció de la capacitat de coagulació i xoc. L'acidosi metabòlica pot ser el resultat de la lesió per reperfusió i la hipoperfusió relacionada amb el xoc.
- Lesió renal aguda. L'alliberament de mioglobina pel múscul lesionat condueix a la rabdomiòlisi i juntament amb el xoc augmenten la possibilitat de lesió renal aguda, estimada en un 15%.[5] La lesió renal aguda comporta a una mortalitat significativament més alta.